# Bắc Sơn, Hưng Hà
Bắc Sơn là một xã thuộc huyện Hưng Hà, tỉnh Thái Bình, Việt Nam.
Xã Bắc Sơn có diện tích 4,64 km², dân số năm 1999 là 5454 người, mật độ dân số đạt 1175 người/km².
Xã này xưa từng là nơi diễn ra trận đánh Lục Đầu Giang chiến lược trong cuộc kháng chiến chống Tống lần thứ nhất. Do vậy hiện còn đền thờ Vua Lê Đại Hành, là một trong 14 vị anh hùng dân tộc tiêu biểu của Việt Nam.